# Menge-Talsperre
Die Menge-Talsperre (türkisch Menge Barajı) befindet sich im Zentral-Taurus im Norden der südtürkischen Provinz Adana am Göksu, dem linken Quellfluss des Seyhan.
Die Menge-Talsperre liegt etwa 30 km nordwestlich der Kreisstadt Kozan.
Die Talsperre wurde in den Jahren 2009–2012 errichtet. 
Das Absperrbauwerk ist eine Gewichtsstaumauer aus Walzbeton (RCC-Damm). 
Die Staumauer hat eine Höhe von 68 m (über Gründungssohle) und besitzt ein Volumen von 380.000 m³.
Die Kronenlänge beträgt 304 m.
Der Stausee besitzt ein Speichervolumen von 50,797 Mio. m³.
Das Wasserkraftwerk der Menge-Talsperre verfügt über zwei Francis-Turbinen mit einer Leistung von jeweils 45,43 Megawatt. Das Regelarbeitsvermögen liegt bei 200 GWh im Jahr. 
Flussaufwärts liegt die Feke-2-Talsperre, flussabwärts befindet sich die Köprü-Talsperre. 